# Ernst Ruska

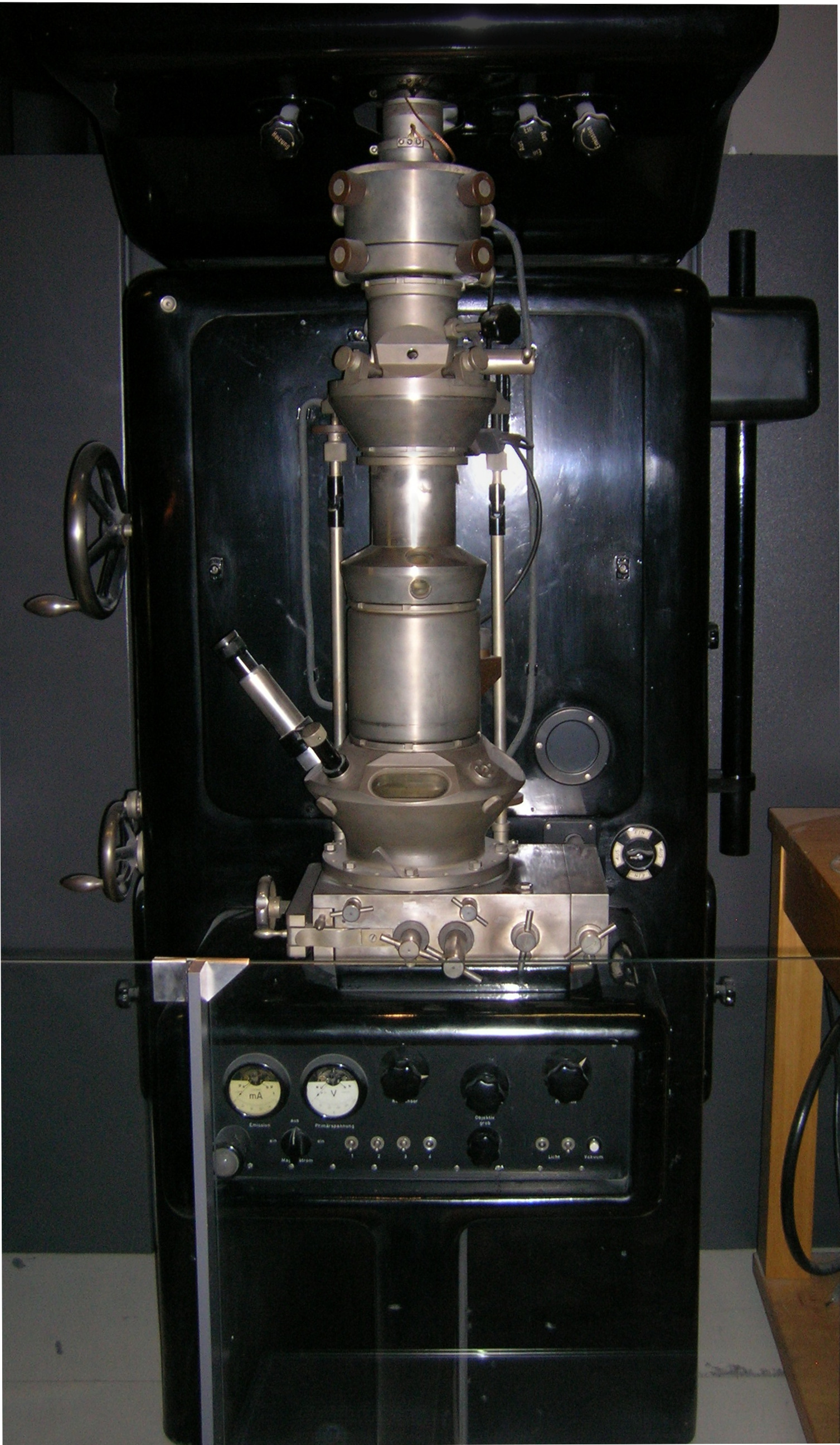
Kính hiển vi điện tử do Ernst Ruska làm năm 1933

Ernst Ruska tên đầy đủ là Ernst August Friedrich Ruska (25.12.1906 – 27.5.1988) là nhà vật lý học người Đức đã đoạt giải Nobel Vật lý năm 1986 cho công trình nghiên cứu quang học điện tử, trong đó có việc thiết kế kính hiển vi điện tử đầu tiên.

## Tiểu sử
Ruska sinh tại Heidelberg. Ông học ở Đại học Kỹ thuật München từ năm 1925 tới năm 1927, sau đó vào học ở Đại học Kỹ thuật Berlin nơi ông thừa nhận rằng việc sử dụng điện tử cho kính hiển vi với bước sóng 1.000 lần ngắn hơn so với bước sóng của ánh sáng, có thể cho thấy hình ảnh nhiều chi tiết hơn là của kính hiển vi dùng ánh sáng, trong đó sự phóng đại bị hạn chế bởi kích thước của bước sóng. Năm 1931, ông chứng minh rằng một cuộn từ (magnetic coil) có thể dùng như một kính lúp điện tử, và đã sử dụng nhiều cuộn từ thành một loạt để làm kính hiển vi điện tử đầu tiên năm 1933.

## Sự nghiệp
Sau khi đậu bằng tiến sĩ năm 1933, Ruska tiếp tục nghiên cứu trong lãnh vực quang học điện tử, ban đầu ở hãng Fernseh Ltd tại Berlin-Zehlendorf, sau đó từ năm 1937 ở công ty Siemens-Reiniger-Werke AG. Tại công ty Siemens, ông tham gia vào việc triển khai sản xuất thương mại kính hiển vi điện tử đầu tiên năm 1939. Ngoài việc phát triển công nghệ kính hiển vi điện tử khi làm việc ở công ty Siemens, Ruska cũng làm việc ở các viện khoa học khác, và khuyến khích công ty Siemens lập một phòng thí nghiệm cho các nhà nghiên cứu ở nới khác tới làm việc, phòng thí nghiệm này ban đầu do em của Ruska là Helmut Ruska lãnh đạo, một bác sĩ y khoa đã triển khai việc áp dụng kính hiển vi điện tử trong nghiên cứu sinh học và y học.
Sau khi rời khỏi công ty Siemens năm 1955, Ruska làm giám đốc "Phân ban kính hiển vi điện tử" của viện nghiên cứu Fritz-Haber-Institut der Max-Planck-Gesellschaft cho tới năm 1974, đồng thời ông cũng làm giáo sư ở Đại học Kỹ thuật Berlin từ năm 1957 tới khi nghỉ hưu năm 1974.
In 1986, ông được thưởng ½ giải Nobel Vật lý cho nhiều thành tựu về quang học điện tử. Gerd Binnig và Heinrich Rohrer mỗi người đoạt ¼ giải còn lại.
Ông từ trần tại Tây Berlin năm 1988.

## Tác phẩm
- E. Ruska: Über eine Berechnungsmethode des Kathodenstrahloszillographen auf Grund der experimentell gefundenen Abhängigkeit des Schreibfleckdurchmessers von der Stellung der Konzentrierspule. Studienarbeit Technische Hochschule Berlin, Lehrstuhl für Hochspannungstechnik, eingereicht am 10.5.1929
- E. Ruska: Untersuchung elektrostatischer Sammelvorrichtungen als Ersatz der magnetischen Konzentrierspulen beim Kathodenstrahloszillographen. Diplomarbeit, Technische Hochschule Berlin, Lehrstuhl für Hochspannungstechnik, eingereicht am 23.12.1930
- E. Ruska und M. Knoll: Die magnetische Sammelspule für schnelle Elektronenstrahlen. In: Z. techn. Physik. Band 12, 1931, S. 389–400 und 448. eingegangen am 28.4.1931
- M. Knoll und E. Ruska: Das Elektronenmikroskop. In: Zeitschrift für Physik. Band 78, 1932 S. 318–339 eingegangen am 16.6.1932
- E. Ruska: The Electron Microscope as Ultra-Microscope. In: Research and Progress. Band 1, Januar 1935, S. 18–19
- E. Ruska: Über den Aufbau einer elektronenoptischen Bank für Versuche und Demonstrationen. In: Z. wiss. Mikroskopie. Band 60, 1952, S. 317–328
- E. Ruska: Erinnerungen an die Anfänge der Elektronenmikroskopie. Festschrift Verleihung des Paul-Ehrlich- und Ludwig-Darmstaedter-Preises 1970, Heft 66, S. 19–34. Gustav-Fischer-Verlag, Stuttgart
- E. Ruska: Das Entstehen des Elektronenmikroskops und der Elektronenmikroskopie. Nobel-Vortrag. In: Physikalische Blätter. Band 43, 1987, S. 271–281 bzw. Rev. Mod. Physics. Band 59, 1987, S. 627–638